# Trifolium polystachyum
Trifolium polystachyum là một loài thực vật có hoa trong họ Đậu. Loài này được Fresen. miêu tả khoa học đầu tiên.